# 徳蔵寺 (品川区)
徳蔵寺（とくぞうじ）は、東京都品川区にある天台宗の寺院。

## 概要
天正年間（1573年～1593年）、梁誉道元によって開山された。
1850年（嘉永3年）に火災に遭い、建物や寺宝什器をすべて失ってしまった。その後、1856年（安政3年）に本堂が再建された。
1965年（昭和40年）、首都高速2号目黒線の建設のため、旧本堂を取り壊し、位置をずらして鉄筋コンクリート造の新本堂を新築した。
境内には、庚申塔、地蔵菩薩像（塩地蔵・三輪地蔵）、「諸国一の宮標石」などが置かれている。

## 墓所
墓地は境内から離れている。
- 伝吉

天保3年（1832年）に72歳で亡くなった無名の庶民であるが、墓石に「極楽は西にあるとはいつわりか、皆身にあるぞ、おふ先の世も」という洒落た辞世を刻んでいる。

## 交通アクセス
- 五反田駅または目黒駅より徒歩6分。